# Raúl Antonio Vidal
Raúl Antonio Vidal Moreno (Salamanca, 26 de marzo de 1994). Es un futbolista mexicano que se desempeña como mediocampista en el Asociación Deportiva San Carlos de la Primera División de Costa Rica.

## Trayectoria

### Cruz Azul
Se inició en el Inter de Tehuacán, de la Segunda División Premier. Llegó a Cruz Azul en el Torneo Apertura 2010, siendo registrado en el equipo Sub-17 y posteriormente en el Sub-20. Tuvo su debut profesional en el Ascenso MX con el Cruz Azul Hidalgo. Debutó en la Primera División Mexicana el 12 de agosto de 2012 durante el Torneo Apertura 2012 en un Puebla 0 - 1 Cruz Azul disputado en el Estadio Cuauhtémoc.

## Clubes
| Club                                 | País       | Año         |
| ------------------------------------ | ---------- | ----------- |
| Cruz Azul                            | México     | 2012 - 2013 |
| Cruz Azul Jasso                      | México     | 2013        |
| Cruz Azul                            | México     | 2014        |
| Santos de Soledad                    | México     | 2015        |
| Atlético Veracruz                    | México     | 2016        |
| Municipal Liberia                    | Costa Rica | 2016 - 2017 |
| Club Necaxa                          | México     | 2017 - 2018 |
| Club Deportivo Tepatitlán de Morelos | México     | 2018 - 2020 |
| Municipal Garabito                   | Costa Rica | 2021        |
| Puntarenas Fútbol Club               | Costa Rica | 2022        |
| Municipal Liberia                    | Costa Rica | 2022 - act. |

## Palmarés

### Títulos nacionales
| Título                                             | Club              | País       | Año           |
| -------------------------------------------------- | ----------------- | ---------- | ------------- |
| Copa MX                                            | Cruz Azul         | México     | 2013          |
| Copa de la Segunda División de México              | Cruz Azul Jasso   | México     | Apertura 2013 |
| Campeón de Campeones de la Liga Premier de Ascenso | Cruz Azul Jasso   | México     | 2013-14       |
| Segunda División de Costa Rica                     | Puntarenas F. C.  | Costa Rica | 2021-22       |
| Segunda División de Costa Rica                     | Municipal Liberia | Costa Rica | 2022-23       |

### Títulos internacionales
| Título                  | Club      | País   | Año  |
| ----------------------- | --------- | ------ | ---- |
| Concacaf Liga Campeones | Cruz Azul | México | 2014 |

### Distinciones individuales
| Distinción                                                    | Año  |
| ------------------------------------------------------------- | ---- |
| Mejor jugador extranjero de la Segunda División de Costa Rica | 2022 |